# Nazionale femminile di calcio dell'Uzbekistan
La nazionale femminile di calcio dell'Uzbekistan è la rappresentativa calcistica femminile internazionale dell'Uzbekistan, gestita dalla locale federazione calcistica (UFA).
In base alla classifica emessa dalla FIFA il 15 marzo 2024, la nazionale femminile occupa il 48º posto del FIFA/Coca-Cola Women's World Ranking.
Come membro dell'Asian Football Confederation (AFC) e della CAFA, partecipa a vari tornei di calcio internazionali, come il Campionato mondiale FIFA, la Coppa d'Asia, i Giochi olimpici estivi e i tornei a invito.

## Storia
Prendendo parte all'edizione 1995 della Coppa d'Asia, la nazionale femminile uzbeka fece il suo debutto internazionale; vinse la prima partita contro l'India per poi perdere contro Corea del Sud e Giappone, venendo così eliminata dal torneo al termine della fase a gironi. La nazionale giocò le successive quattro edizioni, senza mai superare la fase a gironi. Nel 1999 concluse il gruppo C al secondo posto alle spalle del Giappone, ma non ottenne il passaggio alla fase a eliminazione diretta perché non risultò essere la migliore delle seconde classificate. La stessa situazione si ripeté nell'edizione 2001. Con l'istituzione delle qualificazioni, l'Uzbekistan non è più riuscita a qualificarsi alla fase finale della Coppa d'Asia. Nel 2018 e nel 2022 ha vinto il campionato organizzato dalla CAFA e riservato alle federazioni dell'Asia centrale affiliate.

## Partecipazione ai tornei internazionali
Legenda: Grassetto: Risultato migliore, Corsivo: Mancate partecipazioni